# Alvimiantha
Alvimiantha je monotipski biljni rod iz porodice pasjakovki. Jedina vrsta je brazilski endem A. tricamerata, koju Christopher Grey-Wilson opisuje kao puzavicu sa zelenim orbikularnim plodovima.